# Taxonomía de suelos

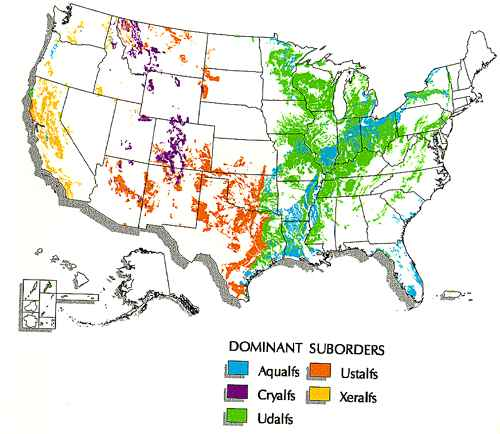
imagen gráfica

La taxonomía de suelos de USDA (Soil Taxonomy, en inglés) fue iniciado en 1951, coordinada internacionalmente por el Ministerio de Agricultura de los Estados Unidos (USDA,  acrónimo (en inglés) para el United States Department of Agriculture y su subsidiaria National Cooperative Soil Survey. Es una clasificación de suelos en función de varios parámetros (y propiedades) que se desarrolla en niveles: Orden, Suborden, Gran Grupo, Subgrupo, Familia, y Serie.

## Ejemplos de clasificación de un tipo de suelo
Orden: hay órdenes que se diferencian por la presencia o ausencia de horizontes de diagnóstico o características que se muestran el grupo dominante de procesos formadores de suelo que se han desarrollado. Por tanto, son creados en forma subjetiva; esto es, no están involucrados principios fijos. 
Suborden: los criterios de diferenciación para los subórdenes varían de un orden a otro y son creados en primer lugar para ajustarse al criterio utilizado para establecer el orden.  
Gran Grupo:  a nivel de grandes grupos se toma en cuenta todo el conjunto de horizontes y se selecciona la propiedad más importante del suelo completo. 
Subgrupo: hay tres grupos de subgrupos: 
1- los que se ajustan al concepto central del gran grupo. 
2- los integrados o formas transicionales a otros órdenes, subórdenes o grandes grupo. Las propiedades seleccionadas incluyen: 
a) horizonte adicionales a los que definen los grandes grupos incluyendo un horizonte agrílico que esté debajo de un horizonte espódico. 
b) horizontes intermitentes. 
c) propiedades de uno o más de los grandes grupos, pero que están subordinadas a las propiedades principales. 
3- fuera de grado.  
estos tienen algunas propiedades que no son representativas de los grandes grupos pero que indican transiciones  
Familia: la agrupación de grupos en familias se basa en la presencia o ausencia físicas y químicas similares que afectan su respuesta al manejo y manipulación para el uso y pueden no ser indicadores de ningún proceso en particular. Las propiedades incluyen distribución de tamaños de la partículas y mineralogía abajo de la capa labrada, régimen de temperatura y espesor de la zona de raíces.  
Serie: esta es la categoría más baja y los criterios de diferenciación son básicamente los mismos que emplean para las categorías superiores, pero el rango que se permite en una o más de las propiedades es menor. Al igual que los criterios para las familias, están relacionadas con el manejo. A las series de suelos se les dan nombres locales, como por ejemplo, la serie Miami.

## Órdenes
- Alfisol
- Andisol
- Aridisol
- Entisol
- Gelisol
- Histosol
- Inceptisol
- Molisol
- Oxisol
- Espodosol
- Ultisol
- Vertisol